# Віжомля (річка)
Ві́жомля — річка в Україні, в межах Яворівського району Львівської області. Ліва притока Шкла (басейн Вісли).
Довжина Віжомлі 25 км, площа басейну 93 км². Річище слабо звивисте, заплава місцями (в нижній течії) заболочена.
Витікає з озера Віжомлі, розташованого на північний схід від села Віжомлі. Тече на північний захід територією Сянсько-Дністровської вододільної рівнини. У нижній течії річка каналізована і має назву «канал Шан». Впадає у Шкло неподалік від смт Краковця.

## Притоки
- Ленґ (ліва).